# Stéphan Grégoire
Stéphan Grégoire (Neufchâteau, 14 de maio de 1969) é um piloto francês de automobilismo.

## Carreira

### Categorias inferiores e a curta participação na CART
Campeão francês de kart em 1987, Grégoire também conquistou o título da Fórmula 3 francesa na classe B em 1990 e quinto colocado na classe principal da Fórmula 3 francesa em 1992. Em 1993, ele pretendia disputar a Fórmula 3000 inglesa, mas sua equipe, a Formula Project, tinha outros planos.
De forma surpreendente, a Formula Project se inscreveu para disputar uma vaga para a Indy 500 de 1993, utilizando um carro colorido (era o patrocínio da Maalox, uma marca de antiácido que fazia sucesso na França). O motor Buick era forte o suficiente para fazer Grégoire andar a 220,803 milhas, garantindo a 15ª posição. Na prova, o francês terminou na 19ª colocação, mas sentiu o gosto de liderar a famosa prova por alguns metros. Voltou a Indianápolis em 1994, desta vez pela equipe McCormack, mas não obteve a classificação.

## Carreira na IRL
Afastado dos monopostos em 1995, Grégoire retornou às pistas no ano seguinte, que marcaria a estreia da IRL (hoje, IndyCar Series). Ele pilotou um carro da equipe Hemelgarn, disputando três provas (WDW, Phoenix e a Indy 500; nesta, o francês classificou-se na 15ª posição e terminou na 27ª). Entre 1997 e 1999, representou as equipes Scandia, Chastain e Dick Simon, conquistando resultados medianos (melhor: segundo lugar em Pikes Peak) e sua melhor classificação na categoria foi um décimo-primeiro lugar na temporada 1996-97.
Grégoire integrou o grid da IRL em tempo integral até 2001, quando disputou mais três provas (Phoenix, Homestead e Atlanta), além da Indy 500 (correu pela equipe Heritage, terminando em vigésimo-oitavo lugar). Após cinco anos longe das pistas, o francês regressou à IRL em 2006, pela equipe Leader, onde terminou na mesma posição da edição de 2001.
Abandonou a categoria em 2007, após tentar novamente uma vaga para a Indy 500 daquele ano, novamente pela equipe Chastain, onde havia corrido entre as temporadas 1996-97 e 1998. Mas um acidente tirou as chances de Grégoire em obter a classificação - ele acabou fraturando uma vértebra. Para seu lugar, a Chastain chamou o brasileiro Roberto Moreno, que colocou o carro de número 77 no grid.

## Le Mans
Além de ter competido na IRL, Grégoire disputou também quatro edições das 24 Horas de Le Mans, tendo como melhor resultado o sétimo lugar em 2003, em parceria com os compatriotas Jonathan Cochet e Jean-Marc Gounon. A última edição disputada por ele foi em 2010, pela equipe Luc Alphand Aventures, que teve, além de Grégoire, o compatriota Jérôme Policand e o holandês David Hart. O trio ficou na segunda posição na classe GT1 e em décimo-quinto na classificação geral.

### Desempenho na Indy 500
| Ano  | Chassi        | Motor         | Largou em                                          | Chegou em                                          |
| ---- | ------------- | ------------- | -------------------------------------------------- | -------------------------------------------------- |
| 1993 | Lola          | Chevrolet     | 15o.                                               | 19o.                                               |
| 1994 | Lola          | Chevrolet     | Não-classificado                                   | Não-classificado                                   |
| 1996 | Reynard       | Ford-Cosworth | 13o.                                               | 27o.                                               |
| 1997 | Panoz/G-Force | Oldsmobile    | 13o.                                               | 31o.                                               |
| 1998 | Panoz/G-Force | Oldsmobile    | 31o.                                               | 17o.                                               |
| 1999 | Panoz/G-Force | Oldsmobile    | Não-classificado                                   | Não-classificado                                   |
| 2000 | Panoz/G-Force | Oldsmobile    | 20o.                                               | 8o.                                                |
| 2001 | G-Force       | Oldsmobile    | 29o.                                               | 28o.                                               |
| 2006 | Panoz         | Honda         | 30o.                                               | 29o.                                               |
| 2007 | Panoz         | Honda         | Não-classificado (fraturou a vértebra em acidente) | Não-classificado (fraturou a vértebra em acidente) |

## Desempenho em Le Mans
| Ano  | Divisão | Número | Pneu | Carro                                           | Equipe                | Co-pilotos                       | Voltas | Posição | Posição na divisão |
| ---- | ------- | ------ | ---- | ----------------------------------------------- | --------------------- | -------------------------------- | ------ | ------- | ------------------ |
| 2003 | LMP900  | 13     | M    | Courage C60 Judd GV4 4.0L V10                   | Courage Compétition   | Jonathan Cochet Jean-Marc Gounon | 360    | 7th     | 5th                |
| 2008 | LMP1    | 18     | D    | Pescarolo 01 Judd GV5.5 S2 5.5L V10             | Rollcentre Racing     | João Barbosa Vanina Ickx         | 352    | 11th    | 10th               |
| 2009 | GT1     | 72     | D    | Chevrolet Corvette C6.R Chevrolet LS7.R 7.0L V8 | Luc Alphand Aventures | Luc Alphand Patrice Goueslard    | 99     | DNF     | DNF                |
| 2010 | GT1     | 72     | D    | Chevrolet Corvette C6.R Chevrolet LS7.R 7.0L V8 | Luc Alphand Aventures | Jérôme Policand David Hart       | 327    | 15th    | 2nd                |